# Milkowszczyzna (obwód miński)
Milkowszczyzna (biał. Мількаўшчына; ros. Мильковщина) – wieś na Białorusi, w obwodzie mińskim, w rejonie wołożyńskim, w sielsowiecie Wiszniew.
Znajduje się tu przystanek kolejowy Milkowszczyzna na linii Lida - Mołodeczno.
W dwudziestoleciu międzywojennym leżała w Polsce, w województwie nowogródzkim, w powiecie wołożyńskim.